# José María Rodríguez de Francisco
José María Rodríguez de Francisco (Vega de Infanzones, 7 de mayo de 1950) es un abogado y expolítico español de orientación leonesista.
Abogado de profesión, estudió derecho en Valladolid. Entró en política de la mano de su mentor, Juan Morano Masa, en 1983, siendo elegido concejal del ayuntamiento de León en la lista independiente de Morano. Más tarde pasó a ser teniente de alcalde en el Ayuntamiento de León y responsable de las áreas de jardines y alumbrado. En 1987 volvió a acompañar a Juan Morano en una lista independiente y fue reelegido concejal, siendo nombrado por aquel teniente de alcalde, responsable de Régimen Interior y personal.
Con la marcha de Juan Morano al Partido Popular en 1991, Rodríguez de Francisco se unió con varios grupos leonesistas en el partido Unión del Pueblo Leonés (UPL) con el que consiguió tres concejales en el Ayuntamiento de León, con él como cabeza de lista, un diputado provincial en la Diputación Provincial de León y 29 concejales repartidos por toda la provincia leonesa, además de varias alcaldías. En 1995, 1999 y 2003 continuó su carrera como concejal por la UPL siempre como candidato a la alcaldía de León. Fue también elegido diputado provincial en la legislatura 1995-1999 y procurador autonómico en las VI y VII legislaturas autonómicas por la circunscripción electoral de León.
Fue Secretario General de la UPL hasta 1997, siendo sustituido por Joaquín Otero.
Después de las elecciones del 2003, pacta con el PSOE, para arrebatar la alcaldía de León a su anterior aliado Mario Amilivia que había sido la lista más votada y con el que Rodríguez de Francisco siempre tuvo una pésima relación personal, con descalificaciones mutuas incluidas, a pesar de haber sido socios de gobierno. Su impulso personal al pacto con el PSOE, provocó un distanciamiento con sus compañeros de UPL que llevaría a la ruptura meses después.[cita requerida]
En las elecciones generales de 2004, fue candidato al Senado, siendo el candidato menos votado de los tres candidatos de UPL, lo que evidenciaba su desgaste y que empeoró aún más sus relaciones con sus compañeros de partido. En las fechas previas al congreso de UPL, Rodríguez de Francisco intentó reunir apoyos internos para seguir liderando el partido y desbancar a Joaquín Otero del liderazgo en la UPL, pero comprobó que no tenía suficientes apoyos y decidió boicotear el congreso instando a sus seguidores a no acudir a dicho congreso.[cita requerida]
Después del congreso de UPL en Astorga en el mes de mayo de 2004 que le deja fuera de la dirección del partido, Rodríguez de Francisco abandonó las filas de la UPL a finales de junio, pero sin abandonar sus actas de concejal y de procurador autonómico, para volver a fundar un partido de corte leonesista, el PAL-UL, al que le sigue la también concejal Covadonga Soto, convirtiéndose ambos en concejales no adscritos. El 20 de noviembre de 2004 anunció un pacto con su hasta entonces enemigo político Mario Amilivia mediante el que este último accedió a la alcaldía de León tras una moción de censura contra el socialista Francisco Fernández (3 de diciembre de 2004). La moción de censura tuvo alcance nacional (enlace roto disponible en Internet Archive; véase el historial, la primera versión y la última).: el debate llegó a las Cortes, ya que el PSOE acusó al PP de romper el Pacto Antitransfuguismo, (que pretendía evitar giros en la política apoyándose en cargos electos elegidos en las listas de otra formación política). Al mismo tiempo, y mientras en el pleno del Ayuntamiento se votaba la moción, decenas de leoneses se manifestaban ante él acusando a De Francisco de chaquetero y de tránsfuga.
Rodríguez de Francisco justificó la moción de censura afirmando que la inmensa mayoría de la militancia de UPL estaba con él, algo incierto ya que sólo se dieron de baja del partido él mismo, Covadonga Soto y un pequeño grupo de personas muy próximas a él. El otro motivo que justificaba tal acto era que, según él, el PSOE le había intentando comprar, y que le habían hecho una oferta de trabajo en la empresa Ebro, acusaciones que jamás pudo demostrar. Durante el tiempo que duró el pacto con Mario Amilivia, De Francisco amenazó con hacer una rueda de prensa multitudinaria en un hotel de Madrid en la que según sus propias palabras demostraría con pruebas la corrupción del PSOE, si bien lo único que mostró fue un documento donde pactaba con el PSOE de Castilla y León la presidencia de la entidad financiera Caja España.
El punto de inflexión la carrera política de Rodríguez de Francisco llegó en las elecciones de 2007, en las que concurre con su nuevo partido, el Partido Autonomista Leonés - Unidad Leonesista como cabeza de lista tanto al ayuntamiento de León como a las cortes autonómicas, sin obtener acta de concejal ni de procurador. Los resultados de su formación fueron también malos: el partido obtuvo 4.982 votos (1,68%) en las autonómicas y 4.546 en las municipales (10 concejales). En las elecciones municipales de 2011 volvería a presentarse como candidato a la alcaldía de León una vez más con el PAL-UL pero sin éxito.
Es conocido entre los leoneses por su apodo "El Pelos" o "Pelines".